# Zweckverband Natura Ill-Theel

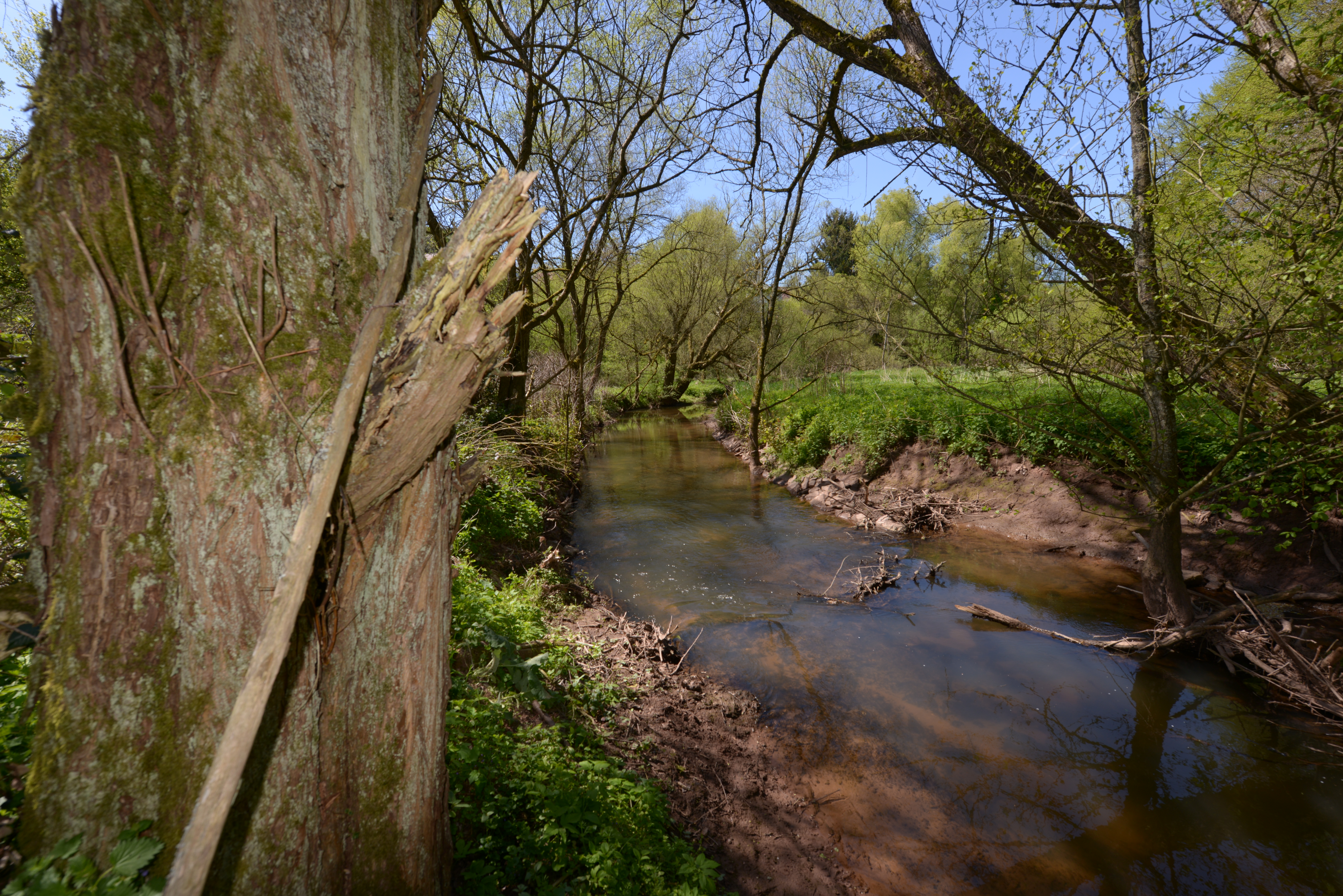
Ill im Burgpark Illingen

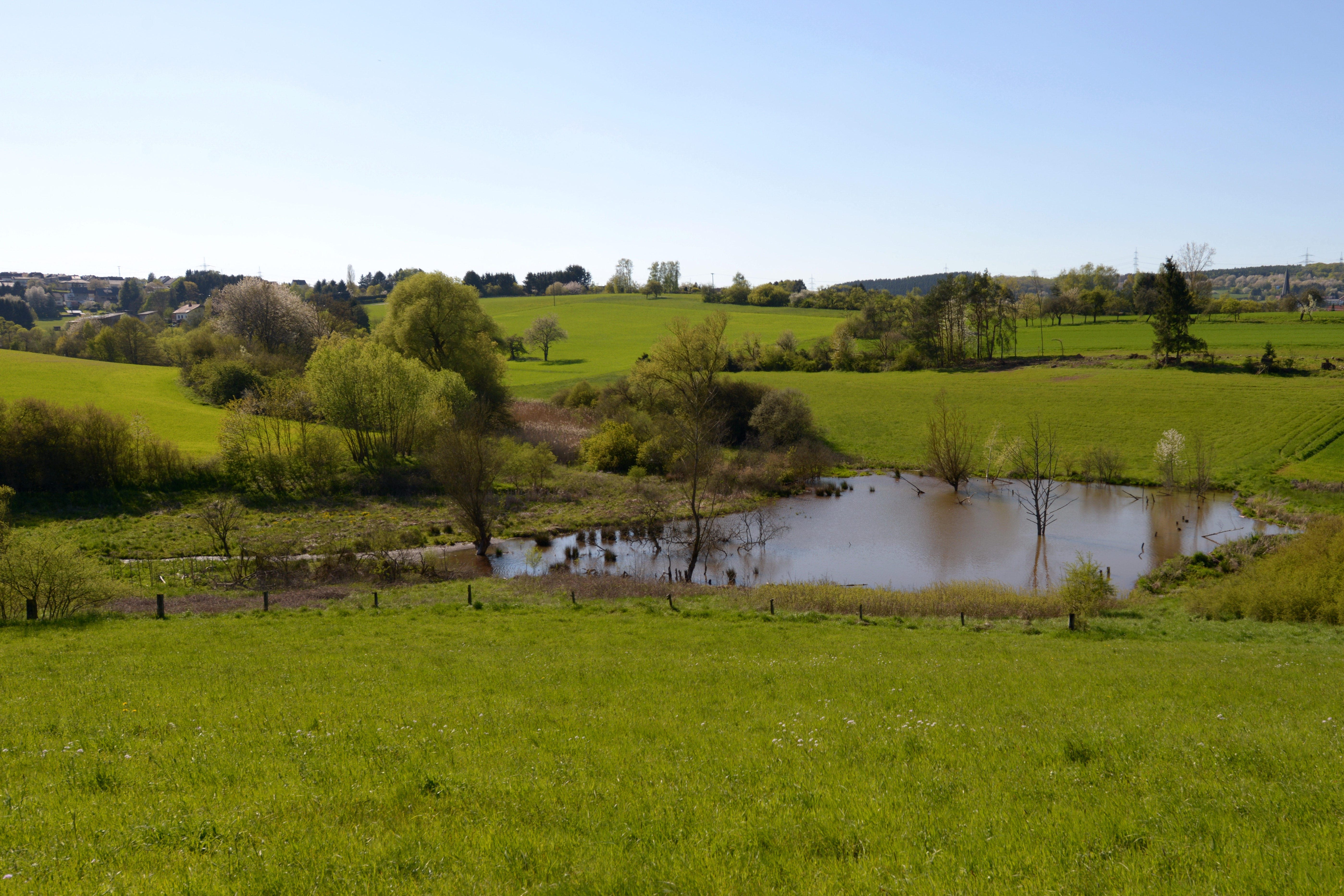
Biberdamm mit Wasserfläche an der Malzbach in Uchtelfangen

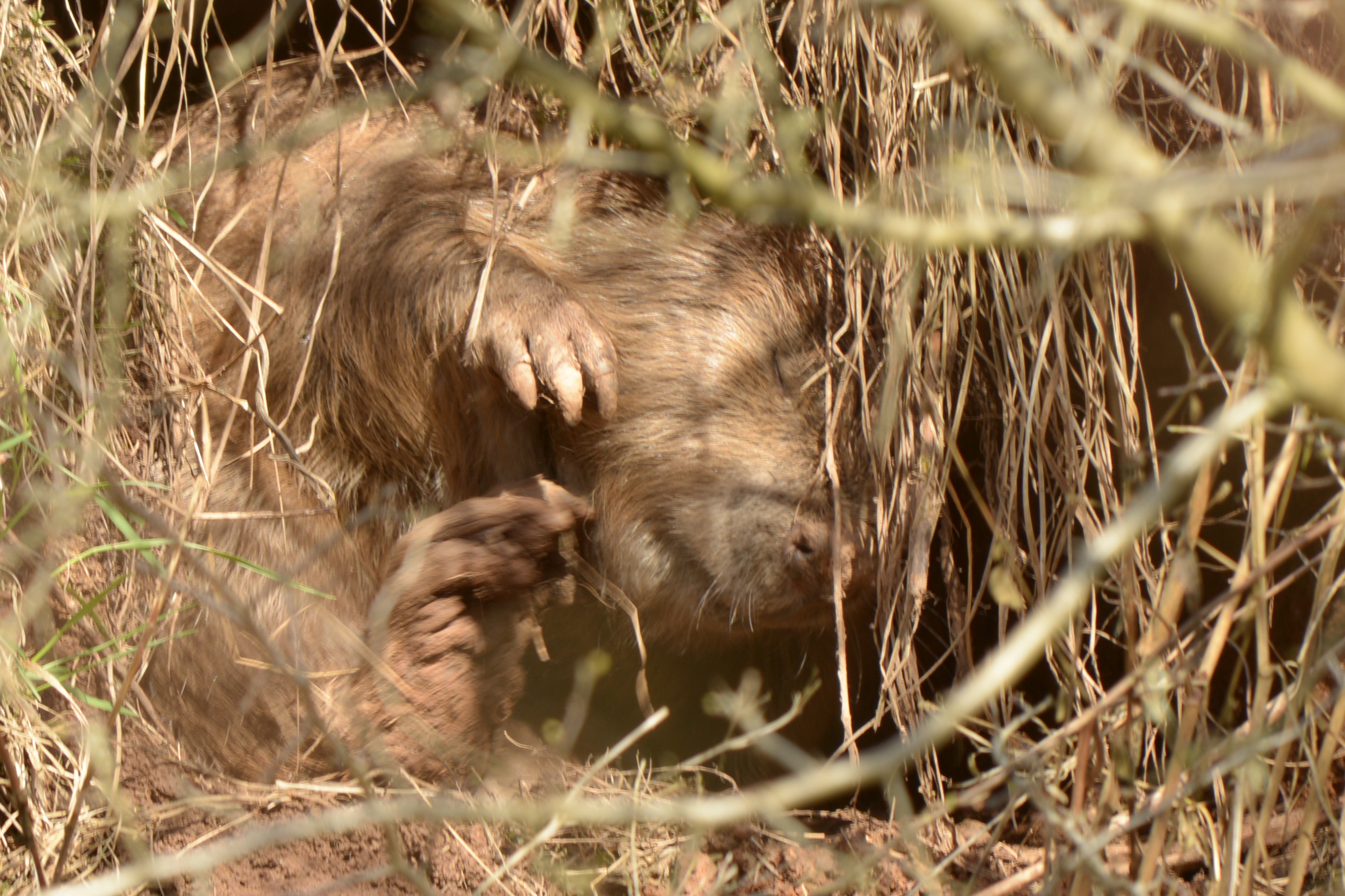
Biber an der Merch (2013)

Der Zweckverband Natura Ill-Theel mit Sitz im Marpinger Ortsteil Berschweiler ist ein Zusammenschluss der Gemeinden Eppelborn, Illingen, Lebach, Marpingen, Merchweiler, Tholey sowie der Naturlandstiftung Saar. Der Zweckverband hat die Aufgabe, die Projektträgerschaft des Gewässerrandstreifenprogrammes  der Ill und der Theel zu führen.

## Organe des Verbandes
Dem Verband steht ein Bürgermeister der beteiligten Gemeinden vor, der Vorsitz wechselt im Turnus von zwei Jahren. Im Verbandsausschuss haben die Bürgermeister sowie ein Vertreter der Naturlandstiftung Saar ihren Sitz. Die Angelegenheiten des Verbandes werden in der Verbandsversammlung beschlossen. Dieser gehören die Bürgermeister der Gemeinden an sowie ein zusätzlicher gewählter Vertreter der Gemeinden und ein Vertreter der Naturlandstiftung. Des Weiteren gibt es ein Beratergremium, in welchem Vertreter der Naturschutzbehörden, die Naturlandstiftung und Vertreter der vor Ort befindlichen Naturschutzorganisationen ihren Sitz haben.

## Ziele
Das Gewässerrandstreifenprogamm umfasst eine Fläche von 125 km², die Länge aller im Verband befindlichen Gewässer beträgt 140 km. Dem Programm standen bis 2004 17,5 Millionen Euro zur Verfügung, von denen 75 % vom Bund, 15 % vom Land und 10 % von den im Verband befindlichen Gemeinden getragen wurden. Die Aufwendungen für Personal- und Sachmittel werden zu 100 % über eine Umlage der Gemeinden bestritten.
Ziele des Verbandes sind 1. die Verbesserung der Gewässergüte u. a. durch den Bau neuer Kläranlagen, 2. die Wiederherstellung der biologischen Durchgängigkeit der Gewässer u. a. Abbau von Wehren in den Gewässern, 3. Erhaltung einer gewässertypischen Dynamik, darunter ist u. a. zu verstehen, dass Totholz nicht mehr aus den Gewässern entfernt wird, 4. Retention und Wiedervernässung u. a. durch Beseitigung von Drainagen in Bachauen und als 5. und letztes Ziel die Extensivierung und Ausmagerung u. a. durch Grünlandwirtschaft ohne Düngung.
Ein großer Erfolg war die Wiederansiedlung des Bibers 1994 an der Ill in Illingen. Bis zum Jahr 2000 wurden insgesamt 23 Biber angesiedelt.